# 마이클 폴란
마이클 폴란(Michael Pollan, 1955년 2월 6일 ~)은 미국의 작가이자 언론인, 환경운동가, 뛰어난 정원가이며 현재 캘리포니아 대학교 버클리의 저널리즘 대학원에서 교수직을 맡고 있다.
저서로 《세컨 네이처》(1991년), 《마이클 폴란의 주말 집짓기》(1997년), 《욕망하는 식물》(2001년), 《잡식동물의 딜레마》(2006년) 등이 있다. 모두 출간하는 즉시 베스트셀러가 되었는데, 특히 이제는 고전의 반열에 오른 《세컨드 네이처》는 미국 원예학회로부터 역사상 가장 뛰어난 정원 관련서 중 하나로 꼽히며 아직까지도 20년 가까이 베스트셀러 목록 상위를 지키고 있다. 자연, 정원, 식물, 그리고 우리가 먹는 음식을 비롯한 많은 소재를 통해 정치, 경제, 문화 등 사회 전반의 문제를 역사적이고 철학적이면서도 문학적인 방식으로 풀어나가는 그의 필력은 독자들의 감탄을 지어낸다. 자유분방하면서 치밀하고 생동감 넘치는 폴란의 글에 대해 미국 언론들의 찬사가 그칠 줄 모르며 학계와 관련 단체 역시 그가 내놓는 인간과 자연, 환경과 역사에 관한 새로운 해석들을 경이로운 눈으로 주시하고 있다. 《뉴욕 타임스》는 “마이클 폴란은 기존의 통념들을 근본적으로 흔들면서 놀라운 사실들을 밝혀낸다. 폴란의 글은 한없이 느슨한 듯하면서 동시에 날카로운 지성과 활력이 번득인다. 아무도 생각하지 못한 곳에서 완벽한 예시를 이끌어내는 놀라운 솜씨를 갖추고 있다.”고 평가했다. 특히 캘리포니아 북어워드를 수상하기도 한 《잡식동물의 딜레마》가 출간된 직후의 한 책서평에서는 폴란을 간단히 “자유로운 미식가적 지성”이라고 일컫기도 했다. 마이클 폴란은 전 《하퍼스 매거진》의 편집자이기도 했으며, 현재는 《뉴욕 타임스 매거진》에 정기적으로 칼럼을 기고하고 있다.

## 저서
- 《세컨드 네이처》(Second Nature: A Gardener's Education, 1991년)
- 《마이클 폴란의 주말 집짓기》(A Place of My Own: The Architecture of Daydreams, 1997년)
- 《욕망하는 식물》(The Botany of Desire, 2001년)
- 《잡식동물의 딜레마》(The Omnivore's Dilemma, 2006년)
- 《마이클 폴란의 행복한 밥상》(In Defense of Food: An Eater's Manifesto, 2008년)
- 《푸드룰》(Food Rules, 2009년)
- 《마음은 어떻게 바꿀 수 있는가 - 의식, 죽어가는 것, 중독, 우울증, 초월에 관한 새로운 사이키델릭 과학이 우리에게 가르쳐주는 것은 무엇인가》(How to Change Your Mind - What the New Science of Psychedelics Teaches Us About Consciousness, Dying, Addiction, Depression, and Transcendence, 2018년)